# Penrhyn
Penrhyn, andere Namen: Tongareva (dt.: „südlich des leeren Raumes“), Te Pitaka (dt.: „der Kreis“), Fararauga oder Bennett Island, ist ein entlegenes, dünn besiedeltes Atoll im Pazifischen Ozean, das geographisch zur Nordgruppe der Cookinseln gehört. Die nächsten Nachbarn sind die Inseln Rakahanga und Manihiki, rund 350 km im Südwesten. Politisch zählt Penrhyn zum Inselstaat der Cook Islands.

## Geographie
Penrhyn ist ein geologisch weit fortgeschrittenes Atoll, dessen vulkanischer Zentralberg bereits seit langer Zeit unter der Meeresoberfläche versunken ist. Geblieben sind nur die aus Korallensand und -schutt bestehenden 53 Riffinseln (Motus) aus dem späten Tertiär. Sie erheben sich nur wenige Meter über den Meeresspiegel. Das Korallenriff mit den Motus sitzt einem alten, unterseeischen Vulkan auf, der sich steil 4800 m vom Meeresboden erhebt. Penrhyn zählt mit 11,2 km Breite und 24,1 km Länge zu den größten Atollen im Pazifik.
Die gesamte Landfläche der Riffinseln beträgt nur 9,8 km², die große Lagune hingegen bedeckt 233 km². In der bis zu 70 m tiefen Lagune liegen zahlreiche, nur teilweise über die Meeresoberfläche hinausragende Korallenriffe und -felsen, die den Bootsverkehr erschweren.
Zugang zu der Lagune gewähren drei für kleinere Boote passierbare Durchlässe: Die Siki-Rangi-Passage im Norden, die Taruia-Passage, die breiteste, im Nordwesten und die Takuua-Passage bei der Ortschaft Tautua im Osten.
Die Jahresdurchschnittstemperatur ist mit 28 °C relativ hoch, wird jedoch von einer ständig wehenden Brise gemildert. Durchschnittlich fällt ein Niederschlag von 2130 mm im Jahr, die regenreichsten Monate sind Dezember bis März.
Die insgesamt 230 Einwohner (Stand 2021) verteilen sich auf zwei Dörfer, den Hauptort Omoka auf dem Motu Moananui im Westen und das wesentlich kleinere Dorf Tautua auf dem Motu Pokerekere im Osten.

## Flora
Die Flora der nördlichen Cookinseln wurde im späten 19. und frühen 20. Jahrhundert durch die großflächige Anlage von Kokosplantagen entscheidend verändert. Die Kokospalme ist auch auf Penrhyn die das Landschaftsbild prägende Pflanze.
Reste der ursprünglichen Vegetation sind nur noch auf einigen kleinen Motus erhalten. Sie entspricht der typischen, auch auf anderen Atollen im Pazifik vorkommenden Zusammensetzung. Die Strandvegetation besteht aus Kriechpflanzen sowie buschig wachsenden Heliotropen, Pemphis acidula und Tournefortia argentea (Synonym: Heliotropium arboreum). Der sich landwärts anschließende, niedrig wachsende Wald setzt sich hauptsächlich aus Pisonia grandis, Kokospalmen und Schraubenbäumen zusammen.

## Geschichte
Penrhyn war ursprünglich von Polynesiern besiedelt, die der Legende nach von Tahiti kamen. Die Sage dürfte auf einem wahren Kern beruhen, denn neuere Forschungen gehen davon aus, dass die nördlichen Cookinseln von den Gesellschaftsinseln aus besiedelt wurden. Radiokohlenstoffdatierungen von Mangaia, Aitutaki und Pukapuka belegen eine bereits etablierte Besiedlung etwa um 1000 n. Chr. Von Penrhyn selbst liegen keine Daten vor, die abgelegene Insel ist möglicherweise etwas später besiedelt worden.
Die Beobachtungen früher europäischer Besucher lassen vermuten, dass die Bevölkerung einst zahlreicher war als heute. Nach der Überlieferung gab es ursprünglich zwei verfeindete Stämme, die an beiden Enden auf dem Motu Moananui, dem größten Penrhyns im Westen des Atolls, siedelten.
Den Berichten und Überlieferungen nach gab es früher zahlreiche Zeremonialstätten der Ureinwohner auf mehreren der Riffinseln. Die heiligste von allen, mit dem Grab des sagenhaften Gründervaters Mahuta, soll sich auf dem Motu Tepuka im Westen befunden haben. Auf dem Motu Nuitikainga im Norden sind noch die Reste einer solchen Zeremonialplattform (Marae) erhalten. Die rechteckige Anlage bestand einst aus einem geebneten, mit senkrecht stehenden Steinplatten abgegrenzten Areal, an dessen Ende sich eine niedrige, steinerne Plattform erhob. Das Alter der Zeremonialstätte ist nicht bekannt.
Penrhyn wurde erst 1788 für Europa entdeckt. Der britische Handelskapitän William Cropton Sever, Kommandant der Lady Penrhyn, eines Sträflingstransporters, der zu dem Verband von elf Schiffen gehört hatte, der die ersten Siedler nach Australien brachte (First Fleet), segelte von New South Wales nach England zurück. Er wählte die Route über China, weil er hoffte, dort Handelsware für die Britischen Inseln aufnehmen zu können. Nach einem Zwischenaufenthalt auf Tahiti und Huahine sichtete Sever am 8. August 1788 eine flache Insel, die er nach seinem Schiff „Penrhyn’s Island“ taufte.
Der nächste europäische Besucher war Otto von Kotzebue der das Atoll während seiner zweiten Weltreise mit der Rurik am 30. April 1816 erreichte. Sein Aufenthalt war zwar nur kurz, er schildert ihn aber euphorisch:

„Ich habe nirgends den Palmenwald schöner als auf den Penrhyn gesehen. Zwischen dem hoch getragenen, windbewegten Baldachin der Kronen und dem Boden sah man zwischen den Stämmen hindurch den Himmel und die Ferne. Es schienen, wenigstens stellenweise, das niedere Gebüsch und der Damm zu fehlen, welche die Inseln dieser Bildung nach außen zu umzäunen und zu beschützen pflegen. Verhältnismäßig zahlreich, stark und wohlgenährt, friedlich und dennoch vertrauend seinen Waffen, unbekannt mit den unsern, war das Volk, das uns umringte; jegliche Familie, so schien es, unter Führung des Alten im eigenen Boote. Sie erhandelten Eisen von uns, das köstliche Metall, und als wir unsern Lauf weiter nahmen, waren sie kaum zu bewegen, von uns zu lassen.“

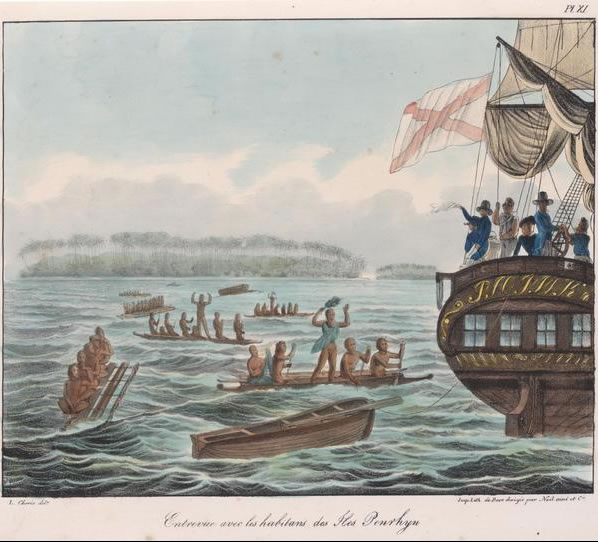
Otto von Kotzebue erreicht Penrhyn

Einen blutigen Konflikt mit den Bewohnern von Penrhyn löste die Ankunft des amerikanischen Walfangschiffes Glide aus. Die Glide segelte von Hawaii zu den Fidschi-Inseln, als Penrhyn am 5. Oktober 1830 in Sicht kam. Zahlreiche als wild und kriegerisch beschriebene, bewaffnete Insulaner umringten mit ihren Booten das Schiff, und bei dem Versuch, an Bord zu kommen, verletzte ein Mann Kapitän Henry Archer mit einem Speer im Nacken. Archer ließ das Feuer eröffnen, fünf oder sechs Insulaner wurden getötet, mehrere andere verwundet. Unverzüglich segelte die Glide wieder ab.
1839 entsandten die Vereinigten Staaten eine Forschungsexpedition in den Pazifik, die United States Exploring Expedition, unter dem Kommando von Charles Wilkes. Die Brigg Purpoise, eines der sechs Schiffe des Verbandes, erreichte Penrhyn am 15. Februar 1841. Es kam zu einem kurzen Kontakt mit den Einwohnern, die sich mit zahlreichen, teils recht großen Kanus näherten. Lieutenant Commander Cadwalader Ringgold ließ eine Karte zeichnen und ermittelte die genaue Position der Insel.
Ab 1821 gerieten die Cookinseln zunehmend unter den Einfluss der Londoner Missionsgesellschaft (London Missionary Society), aber erst 1854 erreichten die ersten Missionare, vier einheimische Laienprediger von Rarotonga, das abgelegene Penrhyn.
Am 6. Januar 1853 strandete die Brigg Chatham unter dem Kommando des Handelsschiffers Edward Henry Lamont in einem Sturm auf Penrhyn. Die wenigen geretteten Besatzungsmitglieder lebten ein Jahr unter den Insulanern. Lamont genoss hohes Ansehen und heiratete drei einheimische Frauen. Nach seiner Rückkehr veröffentlichte er ein Buch über seine Erlebnisse.
Ab 1862 gab es eine Reihe von Anwerbungen durch peruanische Menschenhändler, die die Insel fast völlig entvölkerten. Das erste von mehreren Schiffen, die Penrhyn heimsuchten, war die bewaffnete Bark Adelante. Sie kam von Callao und erreichte Penrhyn im Juli 1862. Einige Jahre zuvor hatte eine Krankheit die für die Nahrungsversorgung so wichtigen Kokospalmen befallen, sodass auf Penrhyn eine Nahrungsknappheit entstanden war. Die Missionare hatten bereits Überlegungen angestellt, alle Bewohner auf das unbewohnte Nassau zu evakuieren. In dieser Situation glaubten die Insulaner nur zu gern den Versprechungen der Menschenhändler und unterzeichneten bereitwillig langjährige Arbeitskontrakte, ohne deren Inhalt zu verstehen. 253 Männer, Frauen und Kinder verließen mit der Adelante ihre Insel, um in Peru als Landarbeiter und als Hausangestellte zu arbeiten. Niemand von ihnen kehrte zurück.
Als sich diese erfolgreiche Anwerbung in Callao herumsprach, kamen mindestens drei weitere Schiffe, die, so schätzt man, insgesamt fast 500 Insulaner mehr oder weniger freiwillig entführten. Als der Missionar Wyatt Gill am 11. März 1864 mit dem Missionsschiff John Williams auf Penrhyn eintraf, fand er dort nur noch 40 Menschen vor.
1856 erhoben die Vereinigten Staaten Gebietsansprüche aufgrund des Guano Islands Act.
Captain Sir William Wiseman von der H.M.S. Caroline annektierte Penrhyn am 22. März 1888 für Großbritannien als mögliche Relaisstation für das geplante Trans-Pazifik-Kabel von Kanada nach Australien als Teil der sog. „All Red Line“, einem System von elektrischen Telegrafen, die das gesamte Britische Empire miteinander verbinden sollten.
Der Schriftsteller Robert Louis Stevenson mit seiner Familie besuchte Penrhyn am 9. und 10. Mai 1890 während einer Reise mit dem Dampfschiff Janet Nicoll zu den Cook-, Gilbert-, Ellis- und Marshall Islands.
Im Juli 1942 wasserte eine „Catalina“  der U.S. Navy in der Lagune von Penryn, um die Brauchbarkeit der Insel als Luftwaffenstützpunkt für den Pazifikkrieg zu erkunden. Die ersten Soldaten kamen am 8. November 1942 an und errichteten ein Flugfeld, Unterkünfte und Versorgungseinrichtungen, das sog. „Point Durant Camp“. Auf der Basis waren schwere Bomber Consolidated B-24 „Liberator“  stationiert und zeitweise bis zu 1000 US-Soldaten. Sie blieben bis zum 30. September 1946. Das Wrack eines abgestürzten Bombers liegt heute noch am Flugfeld.

## Infrastruktur
Das Hauptverkehrsmittel ist auch heute noch das Boot. In beiden Dörfern gibt es für kleine Boote geeignete Anleger an der Lagunenseite. Befestigte Straßen gibt es nicht, lediglich die größte Insel im Westen wird von einer staubigen Piste durchquert, die auch die Ortschaft Omoka mit dem Flugplatz verbindet.
Der Flugplatz Penrhyn hat eine unbefestigte Landebahn von 2157 m Länge und liegt südlich des Dorfes Omoka. Es finden jedoch keine regelmäßigen Linienflüge statt, die Insel ist nur mit Charterflügen der Air Rarotonga erreichbar.
Die Elektrizitätsversorgung mit Dieselgeneratoren ist nicht 24 Stunden am Tag gewährleistet. Sonntags bleibt der Generator ausgeschaltet. Regenwasser wird in Zisternen, die zu jedem Haushalt gehören, gespeichert.
Ein kleiner Laden in Omoka mit sehr beschränktem Angebot, der nach Belieben des Besitzers geöffnet ist, versorgt die Insulaner mit den Gütern, die nicht auf der Insel hergestellt werden. Sie werden von einem Versorgungsschiff aus Rarotonga gebracht, das gewöhnlich alle drei Monate verkehrt. Verspätet sich das Schiff oder bleibt es ganz aus, was nicht selten geschieht, gibt es Versorgungsengpässe.
Ein Verwaltungs-„Gebäude“, eher eine Hütte, sowie ein Gebäude für Bank-Post-Telefon in Omoka ergänzen die Infrastruktur. In Omoka gibt es außerdem zwei Kirchen.
Die Infrastruktur für Touristen erschöpft sich in einigen einfachen Privatzimmern in „Guesthouses“ im Hauptort. Hotels und Restaurants gibt es nicht.

## Wirtschaft
Die Bewohner leben überwiegend von Subsistenzwirtschaft. Süßkartoffeln, Taro und Yams, auf allen Pazifikinseln wichtige Grundnahrungsmittel, waren noch im 19. Jahrhundert auf Penrhyn unbekannt. Auch heute muss für den Gemüse- und Knollenanbau gemulcht und gedüngt werden, da die Böden relativ nährstoffarm und schlecht wasserhaltend sind. Grundnahrungsmittel auf Penrhyn sind auch heute noch Kokosnüsse, Brotfrüchte und Bananen. Wichtige Eiweißquellen sind Fische, Muscheln, Krustentiere und Schweine, die mit häuslichen Abfällen und Kokosnüssen gemästet werden. 
Haupteinnahmequelle ist die Zucht von Schwarzen Perlen, die schwimmenden Perlenfarmen sind überall in der Lagune verankert. Daneben wird noch ein wenig Kopra exportiert. Die Frauen von Penrhyn stellen aus jungen Palmwedeln kunstvoll geflochtene Hüte, Körbe und Matten her, die nach Rarotonga exportiert und dort an die Touristen verkauft werden. Die Männer fertigen Schmuck aus den Schalen der Perlenauster.

## Sonstiges

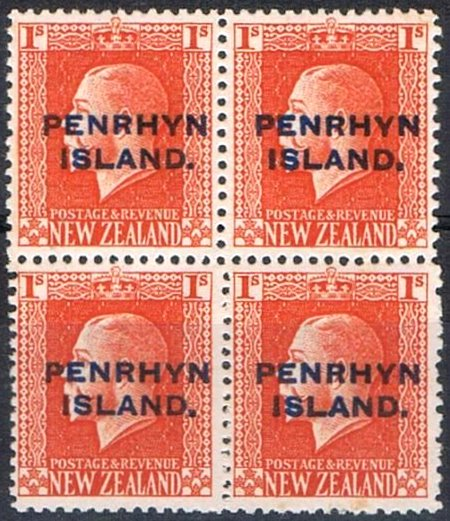
Neuseeländische Briefmarke mit Aufdruck für Penrhyn (1917)

Penrhyn gehört zwar administrativ zu den Cookinseln, gibt aber seine eigenen Briefmarken heraus.